# Radio Fama
Radio Fama (napis stylizowany: Radio FAMA) – sieć lokalnych rozgłośni radiowych, działających głównie w centralnej Polsce. Sieć prowadzona jest przez Agencję Radiowo-Telewizyjną „FaMa” oraz powiązaną spółkę Radio TOP sp. z o.o.

## Stacje i częstotliwości
Od 2023 roku sieć Radia Fama liczy pięć rozgłośni w paśmie FM i w Internecie. Szóstą rozgłośnią nadawcy jest Radio Famka z Krakowa.

### Rozgłośnia Radia Fama w Kielcach
- nadajnik w Kielcach (na Kominie EC Kielce) – 90,9 MHz – ERP 0,2 kW[2],

Do 18 lutego 2022 roku stacja ta korzystała z dwóch następujących nadajników:
- w Kielcach – 100,8 MHz – ERP 5 kW[3],
- w Ostrowcu Świętokrzyskim – 100,9 MHz – ERP 0,1 kW[3];

Po przejściu do Internetu wersja kielecka Radia Fama nie emitowała reklam i serwisów drogowych.
19 września 2023 roku po niemal 580 dniach przerwy Radio Fama wróciło do eteru FM w Kielcach, sygnał emitowany jest na częstotliwości 90,9 MHz z komina PGE Elektrociepłowni Kielce przy ul. Hubalczyków 30 (ten sam obiekt, z którego Fama nadawała na częstotliwości 100,8MHz do 18 lutego 2022 roku). Moc emisji wynosi 0,2 kW ERP
.

### Rozgłośnie Radia Fama w innych miastach
- Radio Fama Tomaszów – nadajnik w Tomaszowie Mazowieckim – 92,9 MHz – ERP 1 kW[2];
- Radio Fama Wołomin – nadajnik w Wołominie – 94,7 MHz – ERP 0,3 kW[2];
- Radio Fama Żyrardów – nadajnik w Żyrardowie – 104,1 MHz – ERP 1 kW[2];
- Radio Fama Słupsk – nadajnik w Słupsku – 90,6 MHz – ERP 1 kW[2]
- Radio Famka Kraków – nadajnik w Krakowie – 100,5 MHz – ERP 1 kW[2]

## Profil programu
Rozgłośnie Radia Fama emitują program o muzyczno-informacyjnym charakterze. Stacje posiadają wspólną ramówkę, format muzyczny oraz – w dużym stopniu – playlistę. Jednocześnie program każdej z nich tworzy – poza wybranymi audycjami, wspólnymi dla wszystkich rozgłośni – osobny zespół prezenterów i dziennikarzy.
Na antenie Radia Fama co godzinę prezentowane są aktualności z kraju i ze świata. Dodatkowo są informacje lokalne zamiennie ze skrótem, a ponadto serwisy pogodowe i drogowe, programy publicystyczne, poradnikowe oraz rozrywkowo-muzyczne.
Radio Fama emituje muzykę w oparciu o własny, autorski format – łączący cechy formatów CHR i AC. Na antenie obok muzycznych nowości prezentowane są nagrania ostatnich kilku dekad – głównie z gatunków dance, pop, rhythm and blues, rzadziej utwory rockowe.

## Historia stacji
Kieleckie Radio Fama rozpoczęło nadawanie 17 września 1995 o godz. 8:30, emitując w eter dżingiel: „Niech Cię porwie, niech poniesie fala marzeń Twych...”, obecnie rozpoznawany przez wielu kielczan. Od tego dżingla a konkretniej będących nim słów „fala marzeń" pochodzi też nazwa stacji pierwotnie zapisywana jako Radio FaMa. Dzień wcześniej na placu przy Kieleckim Centrum Kultury zorganizowano inauguracyjny koncert promocyjny, na którym obecnych było ok. 8000 osób. W 2011 roku Radio FAMA o mało nie utraciło koncesji w Kielcach i Ostrowcu Świętokrzyskim, gdyż jego nadawca zapomniał złożyć wniosku o rekoncesję. Ostatecznie dzięki wygraniu konkursu udało się tę koncesję zachować. 30 maja 2013 roku rozgłośnia uruchomiła dodatkowy nadajnik w Ostrowcu Świętokrzyskim.
Stacja w ostatnim dniu (tj. 18 stycznia 2022 roku) emisji na falach FM emitowała program pożegnalny program z udziałem jego byłych i obecnych dziennikarzy.
Radio Fama zakończyło nadawanie o godzinie 23:54 dnia 18 lutego 2022 roku w wyniku braku zgłoszenia przez jego nadawcę wniosku o rekoncesję oraz przegranego konkursu na dotychczasowe częstotliwości w Kielcach i Ostrowcu Świętokrzyskim, który został ogłoszony przez Krajową Radę Radiofonii i Telewizji we wrześniu 2021 roku. Ostatnim wyemitowanym utworem był „Radomian Rhapsody” w wykonaniu Kabaretu Świerczychrząszcz. Utwór ten (stanowiący parodię przeboju Bohemian Rhapsody) krytykował miasto Radom, z którego pochodzi Radio Rekord. Po jego zakończeniu dwaj dziennikarze będący w studiu wyłączyli przekaz stacji, a słuchacze usłyszeli sygnał wyłączenia komputera pracującego na systemie Windows XP, po czym wyłączono nadajnik w Kielcach. Nadajnik w Ostrowcu Świętokrzyskim zamilkł wcześniej, 17 stycznia 2022 roku, w wyniku burzy przechodzącej przez to miasto. Po wyłączeniu emisji w paśmie FM kieleckie Radio FAMA kontynuoeała działalność jako rozgłośnia internetowa i program sieciowy dla ośrodków stacji w innych miastach.
13 września 2022 roku Radio Fama ogłosiło swój powrót do eteru w Kielcach.
Stacja wróciła 19 września 2023 o godzinie 17:00 na częstotliwości 90,9 MHz. Wówczas Radio Fama rozpoczęło emisję programu testowego z dawnej lokalizacji czyli komina Elektrociepłowni Kielce. Emisja pełnego programu Radia Fama wystartowała 6 grudnia 2023 roku o godzinie 12:00.

### Radio Fama w innych miastach
Radio Fama Tomaszów oficjalnie wystartowało 4 listopada 2006 roku o godzinie 12.00. Nieco wcześniej bo 9 października 2006 roku stacja rozpoczęła emisję testową.
Radio Fama Wołomin testową emisję prowadziło od 21 kwietnia 2011 roku. Nadawanie pełnego programu stacja rozpoczęła 26 maja 2011.
Radio Fama Słupsk emisję testową rozpoczęło 22 lipca 2011 roku. Pełny program nadawany jest od 8 września 2011.
Radio Fama Żyrardów testowe nadawanie rozpoczęło 6 marca 2015 roku. Emisja pełnego programu ruszyła 30 marca 2015.

### Akademickie Radio Famka w Krakowie
Radio Famka jest drugim podejściem Agencji Radiowo-Telewizyjnej „FaMa” sp. z o.o do emisji rozgłośni radiowej w Krakowie gdyż już w 2010 roku za pośrednictwem spółki zależnej Radio TOP sp. z o.o chciała oma emitować swój program w postaci Radia FAMA lub Radia FAMA Info na częstotliwości 95,2 MHz. Nadawca przegrał wówczas konkurs koncesyjny na rzecz nadawcy Radia Bajka.
29 kwietnia 2022 roku na łamach portalu Wirtualnemedia.pl ukazał się artykuł, w którym prezes Radia FAMA ogłosił zgłoszenie udziału prowadzonego przez siebie podmiotu, czyli Agencji Radiowo-Telewizyjnej „FaMa” sp. z o.o w konkursie na częstotliwość 100,5 MHz w Krakowie, gdzie ma nadawać stacja o charakterze akademickim. Wspomniany podmiot wystawił do konkursu projekt pod nazwą „Famka” tworzony z rektorami i studentami krakowskich uczelni. Siedziba stacji ma się znajdować na terenie jednej z uczelni, które podpisały umowę z właścicielem potencjalnej koncesji, o którą Agencja Radiowo-Telewizyjna „FaMa” sp. z o.o zgłosiła wniosek przed świętami wielkanocnymi. Według Prezesa Radia FAMA Jana Jagielskiego nowa stacja ma być miejscem warsztatów na wydziale dziennikarskim i szkoły radiowej kształcącą nie tylko teoretyków, ale też i praktyków. Decyzja co do muzyki i ostatecznej nazwy stacji należy do uczelni, a właściciel koncesji stacji ma zająć się sprawami technicznymi oraz zapewnieniem radiowego know-how. Stacja ma być tworzona przez wolontariuszy, a etaty mają zależeć od zleceń reklamowych. Osoby pracujące w stacji od początku otrzymają umowę o pracę, a część materiałów antenowych będą przygotowywać studenci w ramach zajęć praktycznych. Radiu Famka bardziej od zysku ma zależeć na nowych doświadczeniach i przygodzie radiowej.
13 września 2022 roku ogłoszono na social mediach Radia FAMA uzyskanie koncesji przez Radio Famka. W artykule, który ukazał się dzień później, zdradzono też, że załoga Radia Famka ma docelowo pracować też w innych stacjach nadawcy.
Nazwa Radia Famka została zapożyczona od funkcjonującej w latach 2007–2018 gali rozdania nagród muzycznych „Famka" organizowanej przez nadawcę stacji czyli Agencji Radiowo-Telewizyjnej „FaMa" sp. z o.o w Tomaszowie Mazowieckim gdzie swoją siedzibę ma jeden z oddziałów Radia FAMA.
Funkcję Redaktor Naczelnej Radia Famka objęła Natalia Wolanin, Prezes Fundacji Rzeka EN współpracującej z Agencją Radiowo-Telewizyjnej „FaMa" sp. z o.o przy tworzeniu stacji.
Pierwszy próbny sygnał Radia Famka zameldował w godzinach popołudniowych dnia 29 września 2023 roku. Obejmował on najpierw emitowany przez ponad godzinę ton 1 kHz a następnie od godziny 14:09 do 15:38 muzykę a w etapie końcowym nośną sygnału. Pierwszą zagraną (wyemitowanym od połowy czasu trwania) był utwór „Czułe miejsce" Baranovskiego a ostatnim „Dziewczyny lubią tańczyć" zespołu B.R.O. Utwór ten pod koniec emisji został jednak urwany na rzecz nośnej sygnału kończącej próbną emisję stacji.
Rozpoczęcie nadawania ciągłej emisji testowej na częstotliwości 100,5 FM miało miejsce dnia 9 października 2023 roku o godzinie 17:00.
Start emisji programów studyjnych Radia Famka miał z kolei miejsce 30 listopada 2023 roku z uwagi na kilkumiesięczne opóźnienia powstałe przy otrzymywaniu zgody na emisję w eterze od organów państwowych takich jak Krajowa Rada Radiofonii i Telewizji oraz Urząd Komunikacji Elektronicznej. Podczas wspomnianego dnia od godziny 18:00 wyemitowano specjalny program inaugurujący oficjalną działalność rozgłośni który to został poprzedzony utworem „Całkiem nowa bajka" projektu Kleks z nowej wersji filmu Akademia pana Kleksa oraz powitalnym okrzykiem „Tu Radio Famka" ze strony załogi stacji i przybyłych na otwarcie gości rozgłośni, po którym to po raz pierwszy został nadany dżingiel stacji z jej nazwą ze słowami „I wszystko gra" stanowiącymi slogan rozgłośni.
Z uwagi na formowanie się docelowej redakcji i ramówki Radia Famka emisja pasm odbywa się w formie ograniczonej i rozwojowej do momentu startu pełnej oferty programowej rozgłośni.

### Nadawcy Radia Fama w DAB+
15 kwietnia 2022 roku Krajowa Radiofonii i Telewizji ogłosiła listę 8 wnioskodawców na koncesje ogólnopolską w technologii DAB+ w ramach MUX-R1. Do konkursu przystąpiło trzech obecnych nadawców znanych z eteru analogowego (RMF FM, Radio Maryja oraz widniejące w puli nowych nadawców Radio Eska) oraz 5 całkiem nowych podmiotów z których to dwa miejsca zajmują spółki: Agencja Radiowo-Telewizyjna „FaMa” sp. z o.o. i Radio TOP sp. z o.o. tworzące obecnie Radio FAMA. Pierwsza ze wspomnianych spółek zadeklarowała stację „FAMA Dance”, zaś druga stację sygnowaną swoją nazwą – „Radio TOP”.
20 maja 2022 roku w opublikowanym przez Urząd Komunikacji Elektronicznej wykazie obowiązujących pozwoleń i decyzji zezwalających na używanie urządzeń nadawczych dla stacji radiofonicznych pracujących w służbie radiodyfuzyjnej znalazł się eksperymentalny multipleks o charakterze lokalnym zgłoszony przez Agencję Radiowo-Telewizyjną „FaMa” sp. z o.o. Według opublikowanego przez UKE dokumentu multipleks ten ma roczne zezwolenie na emisje ważne od 12 maja 2022 roku, a jego emisja ma odbywać się na kanale 6A (181,936 MHz) z nadajnika umiejscowionego na Elektrociepłowni Kielce.

## Audycje Radia Fama[5]
- „Informacje Radia FAMA”
- „Poranek bez budzika”
- „Przedszkolaki szukają draki”
- „Koncert życzeń w Radiu FAMA”
- „Niesłychanie pogodne granie”
- „Temat dnia” – magazyn publicystyczny
- „Komentarz polityczny
- „W dobrym tonie”
- „Godzina Reporterów” – magazyn informacyjny
- „Radioaktywna Lista Przebojów”
- „Piątkowy Zmiksowany Wieczór”
- „Balladowa Lista Przebojów”[40]
- „Muzyczny kredens”
- „Przystanek Ekologia!”

## Odmowy przyznania koncesji
W 2010 roku odmówiono spółce Radio TOP sp. z o.o. przyznania koncesji na stacje „Radio FAMA" oraz „Radio FAMA Info" w Krakowie na 95,2 MHz.
W 2016 roku spółce Radio TOP sp. z o.o. prowadzącej Radio FAMA nie przyznano koncesji na nadawanie w Ostrowcu Świętokrzyskim 95,2 MHz i Płońsku 93,6 MHz. W roku 2017 spółka nie uzyskała koncesji na nadawanie w Kutnie 100,7 MHz i Płocku 88,1 MHz. KRRiT argumentowała w uzasadnieniu dwóch pierwszych decyzji administracyjnych, że „nie należy udzielić koncesji podmiotowi niewykonującemu obowiązków programowych wynikających z już udzielonych koncesji”, por. strona 42 decyzji z dnia 28 lipca 2016 w sprawie o wydanie koncesji nr 652/2016-R oraz decyzji z dnia 12.04.2017 nr 646/2016-R, strona 29.
W 2021 roku w wyniku błędu argumentowanego pandemią COVID-19 spółka Agencja Radiowo-Telewizyjna „FaMa” sp. z o.o. nie złożyła w przewidzianym terminie wniosku o rekoncesję dla stacji. W związku z tym faktem Krajowa Rada Radiofonii i Telewizji ogłosiła konkurs na dotychczasowe częstotliwości stacji. W jego wyniku w połowie stycznia 2022 roku Radio Fama utraciło możliwość nadawania na 100,8 MHz w Kielcach i 100,9 MHz w Ostrowcu Świętokrzyskim, przegrywając z Radiem Rekord z Radomia. Ważność koncesji Radia FAMA dla Kielc i Ostrowca Świętokrzyskiego minęła dnia 18 lutego 2022 roku. Warto tu odnotować, że sytuacja z rozpisaniem konkursu na częstotliwości Radia FAMA miała miejsce po raz drugi z rzędu, gdyż analogiczna sytuacja związana również z brakiem przesłania wniosku o rekoncesję miała miejsce w 2011 roku, lecz wtedy nadawca stacji, czyli Agencja Radiowo-Telewizyjna „FaMa” sp. z o.o., wygrał konkurs koncesyjny.